# Локація муфт
Локація муфт (рос. локация муфт; англ. collar location; нім. Kappenlokation f) — у бурильній технології — метод, що застосовується для визначення положення муфтових з'єднин трубних колон з метою точної прив'язки по глибині свердловини показників інших приладів до положення муфтових з'єднань, взаємної прив'язки показників декількох приладів, також для уточнення інтервалів перфорації та ін.